# 岡崎市立大雨河小学校
岡崎市立大雨河小学校（おかざきしりつ おおあめかわしょうがっこう）は、かつて愛知県岡崎市にあった公立小学校である。

## 概要
1874年（明治7年）に仮教場を置いたのにはじまり、2010年（平成22年）4月に岡崎市立宮崎小学校に統合された。

## 沿革
雨山学校
- 1874年（明治7年） : 仮教場を、雨山村と大代村は大代の正泉寺におく。
- 1876年（明治9年） : 正泉寺の仮教場を雨山の菩提院に移す。
- 1877年（明治10年） : 雨山学校と称す。

河原学校
- 1875年（明治8年） : 仮教場を、河辺村（今の河原）におく。
- 1877年（明治10年） : 河原学校と称す。
- 1893年（明治26年）12月7日 : 火災により焼失。

大雨河尋常小学校
- 1894年（明治27年） : 河原学校と雨山学校が合併、大雨河尋常小学校が開校。
- 1903年（明治36年） : 新校舎完成。
- 1925年（大正14年）3月16日 : 新校舎完成。（愛知県岡崎市東河原町字黒石17）

大雨河小学校
- 1947年（昭和22年） : 大雨河小学校に改称。
- 1948年（昭和23年） : 権田徳一教頭先生（雨山）がデザインの校章が制定。

額田町立大雨河小学校
- 1956年（昭和31年）9月30日 : 豊富村・宮崎村・形埜村・下山村の4村が合併し額田町となった。額田町立大雨河小学校となる。
- 1965年（昭和40年） : 校歌制定。
- 1967年（昭和42年） : 校旗制定。
- 2010年（平成22年）4月に岡崎市立宮崎小学校へ統合された[注釈 2]。なお、本学区の生徒は敬信寮に入寮できた。

### 地理
岡崎市の市街地から遠く離れており、学校周辺は山と森に囲まれている。